# Gerardo Ruiz Mateos
Gerardo Ruiz Mateos (Mexico-Stad, 22 januari 1965) is een Mexicaans ondernemer en politicus van de Nationale Actiepartij. Sinds 2010 is hij chef-staf van de president van Mexico.
Ruiz Mateos studeerde industriële techniek aan het Instituut voor Technologie en Hogere Studies van Monterrey (ITESM) en was lange tijd werkzaam als ondernemer in de automobielindustrie. In 1995 sloot hij zich aan bij de PAN en van 2002 tot 2005 was hij lid van het uitvoerend comité van die partij. Van 2006 tot 2008 was hij coördinator van speciale projecten van de President van Mexico. Op 6 augustus 2008 werd hij door president Felipe Calderón tot minister benoemd, en twee jaar later tot chef-staf van de president.